# Canon Sales Co. Inc. Head Office
Canon Sales Co. Inc. Head Office (jap. キャノン販売幕張本社ビル) – ukończony w 1994 roku biurowiec w Chiba, w Japonii. Budynek jest wysoki na 115 metrów. Liczy 28 kondygnacji, z czego 26 znajduje się nad ziemią, a dwie są podziemne. Wybudowany został według projektu Nikken Sekkei Ltd.